# Kuusisaari (ö i Mellersta Finland, Äänekoski, lat 62,74, long 25,98)
Kuusisaari är en ö i Finland. Den ligger i sjön Keitele och i kommunen Äänekoski i den ekonomiska regionen  Äänekoski ekonomiska region  och landskapet Mellersta Finland, i den centrala delen av landet, 290 km norr om huvudstaden Helsingfors. Öns area är 29,4 hektar och dess största längd är 1,5 kilometer i sydöst-nordvästlig riktning.